# Gundolf Precht
Gundolf Precht (* 19. Dezember 1937 in Münster; † 14. November 2015 in Köln) war ein deutscher Bauforscher, der sich insbesondere um die Provinzialrömische Archäologie verdient machte.
Gundolf Precht studierte Architektur an der Technischen Hochschule Aachen. Er spezialisierte sich auf antike Bauforschung und wurde in Aachen 1971 mit der Arbeit Baugeschichtliche Untersuchung zum römischen Praetorium in Köln zum Doktoringenieur promoviert. Seine Forschungen der nächsten Jahrzehnte drehten sich vor allem um die römischen Hinterlassenschaften im Rheinland, so insbesondere in Köln und Xanten. Er war maßgeblich an der Ausgestaltung des Archäologischen Parks Xanten beteiligt, den er von 1973 bis zur Pensionierung 2002 als Landesbaudirektor leitete. Daneben forschte er u. a. zum Grabmal des Poblicius, dessen Rekonstruktion er bis zur Eröffnung des Römisch-Germanischen Museum im Jahr 1974 leitete, und zum römischen Badewesen. Zwischen 2005 und 2013 trug er die fachliche Verantwortung für die befundgetreue Rekonstruktion von drei Nebengebäuden der römischen Villa von Reinheim im Europäischen Kulturpark Bliesbruck-Reinheim.

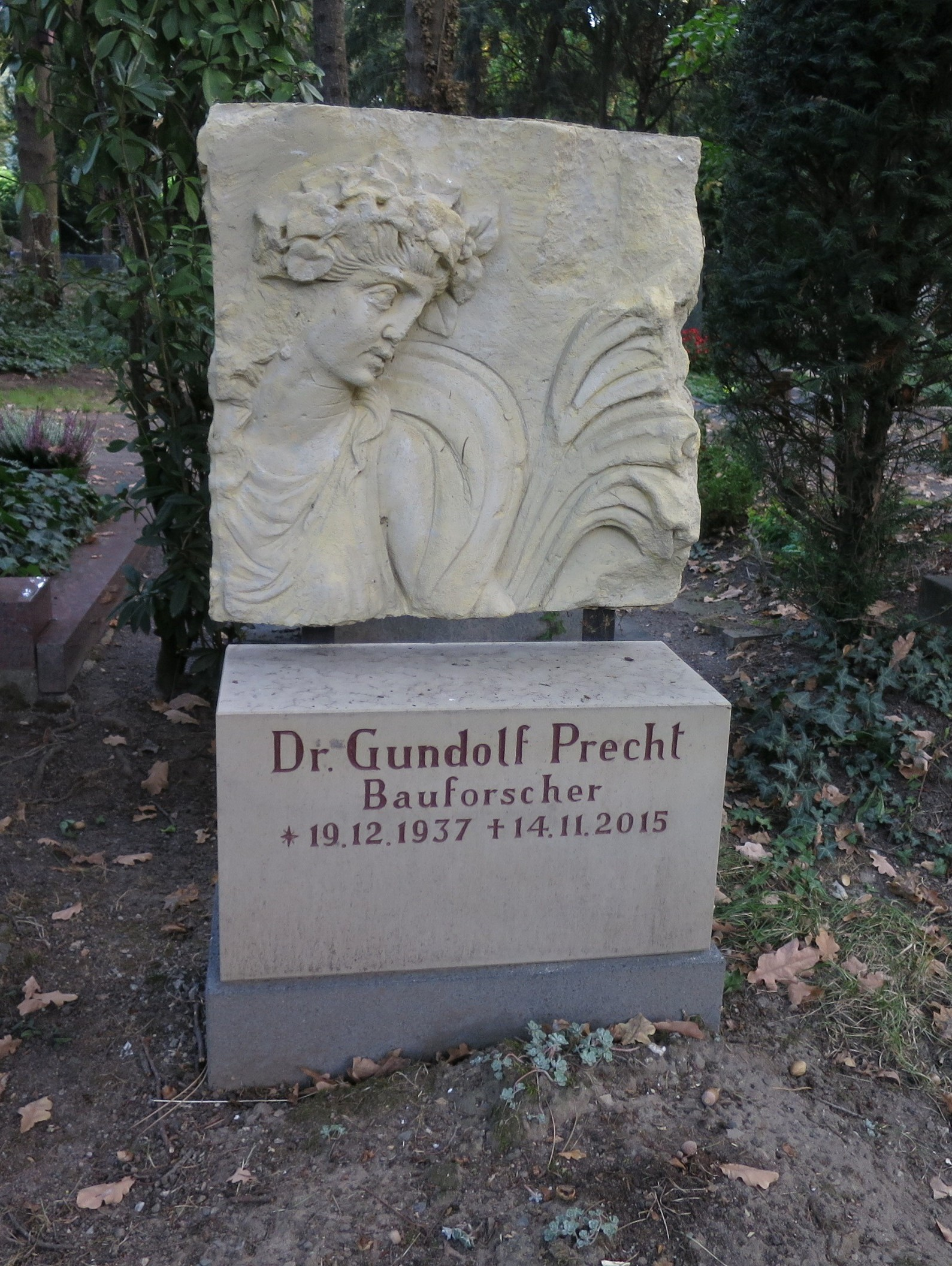
Grab (Friedhof Melaten, 2020)

Der 12. Band der Reihe Xantener Berichte wurde Precht als Festschrift gewidmet. Precht war beratendes Mitglied im Verband der Landesarchäologen und Mitglied im Beirat der Archäologischen Zone Köln. In der Auseinandersetzung um die Archäologische Zone war er als Kritiker der Forschungsergebnisse des Projektleiters Sven Schütte hervorgetreten.
Gundolf Precht starb im Alter von 77 Jahren und wurde am 25. November 2015 auf dem Kölner Melaten-Friedhof (Lit. B, zwischen Lit. H und HWG) beigesetzt.

## Schriften
- Baugeschichtliche Untersuchung zum römischen Praetorium in Köln (= Rheinische Ausgrabungen. Band 14). Rheinland-Verlag, Köln 1973, ISBN 3-7927-0181-2 (Druckfassung der Dissertation Aachen, Technische Hochschule Fakultät für Bauwesen, 1971).
- Das Grabmal des Lucius Poblicius. Rekonstruktion und Aufbau. Römisch-Germanisches Museum, Köln 1975.
- Colonia Ulpia Traiana (Xanten, Kreis Wesel). Archäologischer Stadtplan. Archäologisch gesicherter Bestand des 2. bis 3. Jahrhunderts n. Chr. Rheinland-Verlag, Köln 1976, ISBN 3-7927-0358-0.
- mit Hans Rudolf Hartung: Archäologischer Park Xanten. Kurzführer. Rheinland-Verlag, Köln 1985, ISBN 3-7927-0874-4.
- Das römische Kastell und die ehemalige Benediktinerklosterkirche St. Heribert in Köln-Deutz (= Führer und Schriften des Archäologischen Parks Xanten. Nummer 11). Ohne Verlag, Köln 1988.
- mit Hans-Joachim Schalles und Anita Rieche: Die römischen Bäder. Colonia Ulpia Traiana, Coriovallum. Rheinland-Verlag, Köln 1989, ISBN 3-7927-1106-0.
- mit Hans-Joachim Schalles (Hrsg.): Spurenlese. Beiträge zur Geschichte des Xantener Raumes. Rheinland-Verlag, Köln 1989, ISBN 3-7927-1162-1.
- mit Norbert Zieling (Hrsg.): Genese, Struktur und Entwicklung römischer Städte im 1. Jahrhundert n. Chr. in Nieder- und Obergermanien. Kolloquium vom 17. bis 19. Februar 1998 im Regionalmuseum Xanten (= Xantener Berichte. Band 9). Philipp von Zabern, Mainz 2000, ISBN 3-8053-2752-8.
- Die Capitolsinsula der Colonia Ulpia Traiana. Siedlungsgeschichtliche Entwicklung (= Xantener Berichte. Band 25). Philipp von Zabern, Darmstadt/Mainz 2013.

## Belege
1. ↑  Heinz Kühnen: Xanten: Gundolf Precht, der „Erfinder“ des Archäologischen Parks, ist tot RP online vom 21. November 2015, abgerufen am 21. November 2015.
2. ↑  Festschrift Gundolf Precht (Memento vom 21. Januar 2015 im Internet Archive).
3. ↑  Ein problematisches Projekt.

| Personendaten    | Personendaten                                            |
| ---------------- | -------------------------------------------------------- |
| NAME             | Precht, Gundolf                                          |
| KURZBESCHREIBUNG | deutscher Bauforscher und Provinzialrömischer Archäologe |
| GEBURTSDATUM     | 19. Dezember 1937                                        |
| GEBURTSORT       | Münster                                                  |
| STERBEDATUM      | 14. November 2015                                        |
| STERBEORT        | Köln                                                     |